# Актуєсай
Актуєса́й (каз. Ақтүесай) — село у складі Уаліхановського району Північноказахстанської області Казахстану. Адміністративний центр Актуєсайського сільського округу.
Населення — 605 осіб (2021; 885 у 2009, 1267 у 1999, 1506 у 1989).
Національний склад станом на 1989 рік:
- казахи — 77 %.